# Nigrán
Nigrán ist eine galicische Stadt in der Provinz Pontevedra im Nordwesten Spaniens mit 18.208 Einwohnern (Stand: 2024). Die Gemeinde befindet sich am Atlantischen Ozean.

## Geografie
Über die Autobahn ist es 98 km von Santiago de Compostela, 20 km von der portugiesischen Grenze und 10 km von Vigo entfernt. Nigrán grenzt an die Gemeinden Baiona, Gondomar und Vigo.
Die Estelas-Inseln sind ein kleiner Archipel vor der Halbinsel Monteferro, in Nigrán.

## Gemeindegliederung
Die Gemeinde Nigrán ist in sieben Parroquias gegliedert:
| Parroquias  | Patrozinium | Einwohner 2024 | Fläche km² | Dichte Einw./km² | Höhe msnm | Ortskennzahl |
| ----------- | ----------- | -------------- | ---------- | ---------------- | --------- | ------------ |
| Camos       | Santa Baia  | 1.414          | 6,35       | 223              | 105       | 36035010000  |
| Chandebrito | San Xosé    | 455            | 4,76       | 96               | 274       | 36035020000  |
| Nigrán      | San Fiz     | 4.171          | 4,96       | 841              | 39        | 36035030000  |
| Panxón      | San Xoán    | 3.889          | 4,43       | 878              | 0         | 36035040000  |
| Parada      | Santiago    | 1.106          | 3,48       | 318              | 74        | 36035050000  |
| Priegue     | San Mamede  | 2.120          | 4,28       | 495              | 109       | 36035060000  |
| A Ramallosa | San Pedro   | 4.890          | 6,53       | 749              | 49        | 36035070000  |

## Wirtschaft
| Ackerbau, Viehzucht und Fischerei                                                  | 094   | 01,29  |
| Industrie                                                                          | 1.230 | 016,82 |
| Bauwirtschaft                                                                      | 0482  | 06,59  |
| Dienstleistungsbetriebe                                                            | 5.505 | 075,30 |
| Total                                                                              | 7.311 | 100,00 |
| * Daten aus dem Statistischen Amt für Wirtschaftliche Entwicklung in Galicien, IGE |       |        |

## Söhne und Töchter der Stadt
- Jorge Otero (* 1969), Fußballer
- Kevin Vázquez (* 1993), Fußballer